# JFace
JFace es un conjunto de widgets para realizar interfaces de usuario construido sobre SWT. Fue desarrollado por IBM para facilitar la construcción del entorno de desarrollo Eclipse, pero su uso no está limitado a éste.
JFace proporciona una serie de construcciones muy frecuentes a la hora de desarrollar interfaces gráficas de usuario, tales como cuadros de diálogo, evitando al programador la tediosa tarea de lidiar manualmente con los widgets de SWT.

## Ejemplo
El siguiente es un programa básico que utiliza JFace:
```
import
 
org.eclipse.jface.window.ApplicationWindow
;

import
 
org.eclipse.swt.SWT
;

import
 
org.eclipse.swt.widgets.*
;

public
 
class
 
HolaMundo
 
extends
 
ApplicationWindow
 
{

  
public
 
static
 
void
 
main
(
String
[]
 
args
)
 
{

    
new
 
HolaMundo
().
run
();

  
}

  
public
 
HolaMundo
()
 
{

    
super
(
null
);

  
}

  
public
 
void
 
run
()
 
{

    
setBlockOnOpen
(
true
);

    
open
();

    
Display
.
getCurrent
().
dispose
();

  
}

  
protected
 
Control
 
createContents
(
Composite
 
parent
)
 
{

    
Label
 
label
 
=
 
new
 
Label
(
parent
,
 
SWT
.
CENTER
);

    
label
.
setText
(
"Hola, Mundo"
);

    
return
 
label
;

  
}

}

```